# Мері-Лу Деніелс
Мері-Лу Деніелс (англ. Mary-Lou Daniels; нар. 6 серпня 1961) — колишня американська тенісистка.
Здобула два одиночні та сім парних титулів туру WTA.
Найвищу одиночну позицію світового рейтингу — 15 місце досягла March,1982, парну — 24 місце — 24 вересня 1990 року.
Перемагала таких тенісисток як Робін Вайт, Крістіан Жоліссен, Кетлін Горват, Венді Вайт, Джиджі Фернандес і Бетсі Нагелсен.

## Фінали Туру WTA

### Одиночний розряд 4 (2–2)
| Легенда           |   |
| Grand Slam        | 0 |
| WTA Championships | 0 |
| Tier I            | 0 |
| Tier II           | 0 |
| Tier III          | 0 |
| Tier IV & V       | 0 |

| Результат | Ранг | Дата            | Турнір                  | Покриття | Опонент             | Рахунок       |
| Поразка   | 1.   | 27 липня 1980   | Richmond, Virginia, USA | Килим    | Мартіна Навратілова | 3–6, 0–6      |
| Перемога  | 2.   | 16 серпня 1981  | Richmond, Virginia, USA | Килим    | Сью Баркер          | 6–4, 6–1      |
| Поразка   | 3.   | 27 вересня 1981 | Atlanta, Грузія, USA    | Килим    | Трейсі Остін        | 6–4, 3–6, 3–6 |
| Перемога  | 4.   | 23 січня 1984   | Denver, Colorado, USA   | Тверде   | Кім Сендс           | 6–1, 6–1      |

### Парний розряд 21 (7–14)
| Легенда           |   |
| Grand Slam        | 0 |
| WTA Championships | 0 |
| Tier I            | 0 |
| Tier II           | 0 |
| Tier III          | 0 |
| Tier IV & V       | 1 |

| Титули за покриттям |   |
| Тверде              | 4 |
| Ґрунт               | 1 |
| Трава               | 0 |
| Килим               | 2 |

| Результат | Ранг | Дата              | Турнір                               | Покриття | Партнер          | Опоненти                               | Рахунок       |
| Поразка   | 1.   | 21 грудня 1980    | Tucson, Arizona, USA                 | Килим    | Венді Вайт       | Леслі Аллен Барбара Поттер             | 6–7, 0–6      |
| Поразка   | 2.   | 22 лютого 1981    | Х'юстон, Texas, USA                  | Килим    | Регіна Маршикова | Сью Баркер Енн Кійомура                | 7–5, 4–6, 3–6 |
| Перемога  | 3.   | 18 жовтня 1981    | Дірфілд-Біч, Florida, USA            | Тверде   | Венді Вайт       | Пем Шрайвер Пола Сміт                  | 6–1, 3–6, 7–5 |
| Поразка   | 4.   | 14 лютого 1982    | Kansas City, Missouri, USA           | Килим    | Енн Сміт         | Барбара Поттер Шерон Волш              | 6–4, 2–6, 2–6 |
| Поразка   | 5.   | 17 жовтня 1982    | Eckerd Open, Florida, USA            | Тверде   | Венді Вайт       | Енн Кійомура Пола Сміт                 | 2–6, 4–6      |
| Перемога  | 6.   | 30 січня 1983     | Марко-Айленд (Флорида), Florida, USA | Ґрунт    | Андреа Єйгер     | Розмарі Касалс Венді Тернбулл          | 7–5, 6–4      |
| Поразка   | 7.   | 13 листопада 1983 | Дірфілд-Біч, Florida, USA            | Тверде   | Пем Кеселі       | Бонні Гадушек Венді Вайт               | 1–6, 6–3, 3–6 |
| Поразка   | 8.   | 9 січня 1984      | Nashville, Tennessee, USA            | Тверде   | Пола Сміт        | Шеррі Екер Кенді Рейнолдс              | 7–5, 6–7, 6–7 |
| Поразка   | 9.   | 31 березня 1984   | Бостон, Massachusetts, USA           | Килим    | Андреа Леанд     | Барбара Поттер Шерон Волш              | 6–7, 0–6      |
| Поразка   | 10.  | 14 жовтня 1984    | Eckerd Open, Florida, USA            | Тверде   | Венді Вайт       | Карлінг Бассетт-Сегусо Елізабет Смайлі | 4–6, 3–6      |
| Перемога  | 11.  | 20 січня 1985     | Денвер, Colorado, USA                | Килим    | Робін Вайт       | Лесті Аллен Шерон Волш                 | 1–6, 6–4, 7–5 |
| Поразка   | 12.  | 29 вересня 1985   | Новий Орлеан, Louisiana, USA         | Килим    | Енн Вайт         | Кріс Еверт Венді Тернбулл              | 1–6, 2–6      |
| Перемога  | 13.  | 13 жовтня 1985    | Індіанаполіс, Індіяna, USA           | Тверде   | Бонні Гадушек    | Пенні Барг Сенді Коллінз               | 6–1, 6–0      |
| Поразка   | 14.  | 15 березня 1987   | Phoenix, Arizona, USA                | Тверде   | Енн Вайт         | Пенні Барг Бет Герр                    | 6–2, 2–6, 6–7 |
| Перемога  | 15.  | 22 березня 1987   | Даллас, Texas, USA                   | Килим    | Енн Вайт         | Еліз Берджін Робін Вайт                | 7–5, 6–3      |
| Перемога  | 16.  | 8 листопада 1987  | Літл-Рок, Arkansas, USA              | Тверде   | Робін Вайт       | Лі Антонопліс Барбара Геркен           | 6–2, 6–4      |
| Поразка   | 17.  | 9 квітня 1989     | Volvo Car Open, South Carolina, USA  | Ґрунт    | Венді Вайт       | Гана Мандлікова Мартіна Навратілова    | 4–6, 1–6      |
| Поразка   | 18.  | 11 лютого 1990    | Volvo Car Open, South Carolina, USA  | Ґрунт    | Венді Вайт       | Манон Боллеграф Мередіт Макґрат        | 0–6, 2–6      |
| Перемога  | 19.  | 25 лютого 1990    | Оклагома-Сіті, Oklahoma, USA         | Тверде   | Венді Вайт       | Манон Боллеграф Ліз Грегорі            | 7–5, 7–2      |
| Поразка   | 20.  | 7 квітня 1991     | Volvo Car Open, South Carolina, USA  | Ґрунт    | Ліз Грегорі      | Клаудія Коде-Кільш Наташа Звєрєва      | 4–6, 0–6      |
| Поразка   | 21.  | 14 листопада 1991 | Індіанаполіс, Індіяna, USA           | Тверде   | Сенді Коллінз    | Катріна Адамс Елна Рейнах              | 7–5, 2–6, 4–6 |